# Huchou
Huchou ou Huzhou (pronunciado: AFI: /Ju-Zhóu/ (chinês: 湖州, pinyin: Húzhōu) é uma cidade de nível de prefeitura na província de Chequião, norte da China. Localizada ao sul do lago Tai, faz fronteira com Jiaxing, a leste, Hancheu, ao sul, e as províncias de Anhui e Jiangsu, a oeste e norte, respectivamente.

## Administração
Huchou está dividida em dois distritos e 3 municípios:
- Distrito de Wuxing (吴兴区)
- Distrito de Nanxun (南浔区)
- Condado de Deqing (德清 县)
- Condado de Changxing (长兴 县)
- Condado de Anji (安吉 县)